# Saitis ariadneae
Espèce
Synonymes
- Pseudeuophrys pallidipes Dobroruka, 2002

Saitis ariadneae est une espèce d'araignées aranéomorphes de la famille des Salticidae.

## Distribution
Cette espèce est endémique de Crète en Grèce. Elle se rencontre dans les Lefká Óri.

## Description
La carapace du mâle paratype mesure 1,83 mm de long sur 1,18 mm et l'abdomen 1,63 mm de long sur 1,05 mm et la carapace de la femelle paratype mesure 2,06 mm de long sur 1,63 mm et l'abdomen 3,33 mm de long sur 2,25 mm.

## Étymologie
Cette espèce est nommée en référence à Ariane, la fille de Minos.

## Publication originale
- Logunov, 2001 : New and poorly known species of the jumping spiders (Aranei: Salticidae) from Afghanistan, Iran and Crete. Arthropoda Selecta, vol. 10, no 1, p. 59-66 (texte intégral).